# Dicliptera tweediana
Dicliptera tweediana là một loài thực vật có hoa trong họ Ô rô. Loài này được Nees mô tả khoa học đầu tiên năm 1847.